# Byte (natante)
La byte è un tipo di deriva governata da un solo uomo. Viene prodotta da PS2000, ed era precedentemente prodotta da Topper Sailboats, nel Regno Unito.
È disponibile con due differenti armi: quello standard e quello CII (con vela più grande e albero in carbonio).